# 雨宫伊织
雨宫伊织（日语：／ Amamiya Iori */? ，1993年8月3日— ）为日本女性偶像艺人。前妄想Calibration成员。
富山县高冈市出身，O型血。原所属于秋叶原DearStage。

## 经历

### 加入妄想Calibration前
最初是在电视上看到了电波组.inc，搜索后了解到了DearStage。当时对方正好在招募兼职，雨宫因为觉得看起来很有趣于是就应募了。

### 加入妄想Calibration后
2014年9月15日，雨宫宣布将和水城梦子一同作为新成员加入SHOWROOM的人气节目“妄 show time”。
2018年8月9日，于Twitch开始“iori×Twitch channel”。
2019年2月23日的live上，妄想Calibration宣布将结束活动。雨宫在自己的博客上有写道：“我在妄想Calibration之后，不会再站上舞台了。”

## 人物
- 妄想Calibration中的成员颜色是海军蓝
- 玩过的第一个游戏是在上幼儿园时玩的宝可梦[7]
- 爱好是玩游戏，根据在官网的个人资料，喜欢的类型为音游、光枪游戏和智龙迷城[8]

### 网络直播
- iori×Twitch channel（2018 -，Twitch）

## 脚注
1. ↑  .   [2023-04-20]. （原始内容存档于2023-04-26）.
2. ↑  .   [2023-04-20]. （原始内容存档于2023-04-26）.
3. ↑  .   [2023-04-20]. （原始内容存档于2023-04-25）.
4. ↑  妄想キャリブレーション 雨宮伊織『しつもんがえし❸』[]
5. ↑  .   [2023-04-20]. （原始内容存档于2023-04-25）.
6. ↑  .   [2023-04-20]. （原始内容存档于2023-06-29）.
7. ↑  アニメ・アニメ音楽のポータルサイト, リスアニ！WEB -. . リスアニ！WEB - アニメ・アニメ音楽のポータルサイト.   [2018-11-08]. （原始内容存档于2023-04-25） （日语）.
8. ↑  .   [2018-11-09]. （原始内容存档于2018-11-08）.